# Virginio Bertinelli
Virginio Bertinelli (Como, 31 agosto 1901 – Como, 13 giugno 1973) è stato un politico italiano, più volte deputato e ministro.

## Biografia
Nato a Como nel 1901, Virginio Bertinelli iniziò a militare nel Partito Socialista Italiano durante l'università; laureatosi in giurisprudenza, divenne quindi avvocato.
Durante la Resistenza fece parte del Comitato di Liberazione Nazionale e il 26 aprile 1945 fu nominato prefetto di Como nel dopoguerra.
Nel dopoguerra fu esponente del Partito Socialista Democratico Italiano e nel 1948 viene eletto deputato, restandolo per quattro legislature, fino al 1968.
In questi anni ricoprì diversi incarichi governativi: Sottosegretario di Stato alla Pubblica Istruzione nel Governo De Gasperi VI (1950-1951), alla Difesa nel Governo Scelba (1954-1955) e nel Governo Segni I (1955-1957), ai Trasporti nel Governo Fanfani II (1958-1959). Fu quindi Ministro del lavoro e della previdenza sociale dal 1962 al 1963, nel Governo Fanfani IV, e Ministro per la Riforma della Pubblica Amministrazione dal 1966 al 1968, nel Governo Moro III.
Fu inoltre presidente del Club Alpino Italiano, dal 1959 al 1964.
Il 27 gennaio 1971 fu eletto dal Parlamento in seduta comune, con 573 voti, membro del Consiglio superiore della magistratura.
Fu infine anche senatore per circa un anno, nella VI Legislatura, prima di morire a Como nel 1973. Alla morte, gli subentrò in Senato Carlo Porro.